# 무의욕증
무의욕증(無意欲症, avolition) 또는 무동기증은 다양한 형태의 정신병리학에서 나타나는 증상으로, 자기 주도적인 목적 지향 활동을 시작하고 지속하는 능력의 감소를 의미한다. 방치되는 것처럼 보이는 이러한 활동에는 대개 취미, 직장이나 학교에 가는 것, 그리고 가장 주목할 만하게는 사회 활동에 참여하는 것과 같은 일상적인 활동이 포함된다. 무의욕증을 겪는 사람은 직업이나 또래 관계를 찾기보다는 오랜 기간 집에 머무를 수 있다. 이는 동기 부족 장애의 일종이다.

## 정신병리학
무의욕증을 가진 사람들은 종종 특정 과제를 완수하고 싶어 하지만, 이를 완료하는 데 필요한 행동을 시작하는 능력이 부족하다. 무의욕증은 대개 다른 장애의 증상으로 나타나지만, 동기 부족 장애와 관련하여 그 자체로 주요 임상 장애(또는 동반하는 두 번째 장애)로 간주될 수도 있다. 2006년, 무의욕증은 미국 국립 정신 건강 연구소(NIMH)에 의해 조현병의 음성 증상으로 확인되었으며, 양극성 장애 환자뿐만 아니라 트라우마의 결과로도 관찰되었다.
무의욕증은 때때로 무감동증, 무쾌감증, 비사회성 또는 강한 전반적인 무관심과 같이 동기에도 영향을 미치는 다른 유사한 증상들과 혼동되기도 한다. 예를 들어, 무감동증 또한 동기와 시작의 제한을 의미하지만, 목표를 설정하거나 결정을 내릴 수 없는 특징을 가지며 동기 부족 장애로 간주된다. 효과적인 치료를 제공하기 위해서는 무의욕증의 근본 원인(있다면)을 파악해야 하며, 비록 유사한 정신 질환의 측면을 반영할 수 있더라도 다른 증상들과 적절히 구별하는 것이 중요하다.

## 사회적 및 임상적 함의
무의욕증은 종종 사회적 결핍을 초래한다. 목적 지향적인 활동을 시작하고 수행할 수 없다는 것은 무의욕증 환자에게 많은 영향을 미칠 수 있다. 익숙한 사람들과 낯선 사람들 모두와의 상호작용을 방해함으로써 환자의 사회적 관계를 위태롭게 한다. 심각한 정신 질환의 일부로서, 무의욕증은 1인칭 시점으로 관계를 시작하고 유지하는 것뿐만 아니라 일하고, 먹고, 마시고, 심지어 잠자는 것까지도 육체적, 정신적으로 불가능하게 만들 수 있다고 보고되었다.
임상적으로, 무의욕증을 겪는 개인을 심리요법에 적극적으로 참여시키는 것은 어려울 수 있다. 환자들은 또한 정신 질환을 극복하고 받아들이는 스트레스와 그러한 진단 및 증상에 종종 따르는 낙인에 직면한다. 조현병과 관련하여, 미국정신의학협회는 2013년에 현재 "주요 음성 증상(예: 무의욕증)에 대해 입증된 효능을 가진 치료법이 없다"고 보고했다. 조현병의 만성적인 특성과 함께, 이러한 사실들은 환자뿐만 아니라 그들의 친구와 가족에게도 결코 나아지지 않을 것이라는 전망에 절망감과 유사한 감정을 더욱 불러일으킬 수 있다.

## 치료
항정신병제는 무의욕증과 같은 조현병의 음성 증상 치료에는 양성 증상 치료만큼 효과적이지 않다. 저용량 아미설프라이드는 조현병의 음성 증상(무의욕증 포함) 치료에 위약보다 더 효과적인 것으로 나타났다. 이는 시냅스 전 도파민 수용체를 차단하여 시냅스로의 도파민 방출을 유도함으로써 작용한다.
사회 기술 훈련 (SST)과 비교하여, 인지 행동 치료 (CBT)는 무의욕증을 포함한 조현병의 음성 증상 치료에 더 유망한 것으로 나타났다.
2015년 기사에 따르면, 아리피프라졸은 무감정 증후군(무의욕증) 치료에 유용할 수 있다. 그러나 무감정 치료에서의 역할과 효능은 임상 시험에서 추가 조사가 필요하다. 2022년에 발표된 아미설프라이드와의 비교 연구에서는 아리피프라졸이 음성 증상 치료에 효과적이었던 반면, 아미설프라이드는 그렇지 않았다.
2020년 연구에 따르면, 크라톰에 함유된 미트라기닌은 무의욕증을 감소시키는 능력이 있을 수 있다.

## 같이 보기
- 무감정적 증후군
- ADHD
- 아크라시아
- 무동기 증후군
- 무감정
- 자폐 스펙트럼 장애
- 히키코모리
- 부정 불합리 (철학)
- 학습된 무기력
- 무기력증
- 주요 우울 장애
- 분열성 인격장애
- 의욕 (심리학)